# Fornicia ghesquierei
Fornicia ghesquierei är en stekelart som beskrevs av De Saeger 1942. Fornicia ghesquierei ingår i släktet Fornicia och familjen bracksteklar. Inga underarter finns listade i Catalogue of Life.